# Katastrophisieren
Als Katastrophisieren (auch Magnifizieren des Negativen, von engl. Magnification) wird eine kognitive Verzerrung bezeichnet, die darin besteht, dass jemand überzeugt ist, dass 1. ein bestimmtes unglückliches Ereignis mit großer Sicherheit tatsächlich eintreten wird und dass dieses Ereignis für den Betreffenden 2. vernichtend sein wird, wobei die meisten anderen Menschen dasselbe Ereignis entweder als sehr unwahrscheinlich oder zwar als schmerzhaft oder unangenehm, aber als erträglich und überwindbar einstufen würden. Häufiges und intensives Katastrophisieren geht mit Hilflosigkeitsgefühlen einher. Exemplarische Züge dieses Verhaltens finden sich im Märchen der Brüder Grimm Die kluge Else.
In der klinischen Psychologie und in der kognitiven Verhaltenstherapie wird Katastrophisieren mit Depression und mit Angststörungen, aber auch mit chronischen Schmerzen in Verbindung gebracht. Es wird zu den dysfunktionalen kognitiven Emotionsregulationsstrategien gezählt.
Der Begriff wurde 1962 von dem amerikanischen Psychologen Albert Ellis geprägt und später auch von Aaron T. Beck übernommen.

## Beispiele
„Sie ist spät dran. Es regnet. Sie muss mit dem Wagen von der Straße abgekommen sein und irgendwo im Straßengraben liegen.“
„Meine ständigen Kopfschmerzen können nur auf einen Hirntumor zurückzuführen sein.“
„Wenn mein Partner mich verlässt, werde ich nie wieder jemanden finden und mein ganzes Leben unglücklich sein.“
„Wenn ich mich von der Operation nicht schnell erhole, werde ich nie mehr gesund. Ich werde mein ganzes Leben lang behindert sein.“
„Ich habe den Mathetest nicht bestanden. Ich tauge in der Schule nichts und kann den Besuch genauso gut abbrechen.“

## Ellis übers Katastrophisieren
Ellis war aufgefallen, dass viele Patienten mit Depression oder Angststörungen frustrierende Lebenserfahrungen auf idiosynkratische Weise wahrnehmen und sie sich als verheerend vorstellen, während die meisten anderen dieselben Erfahrungen „nur“ als schmerzhaft, frustrierend oder unangenehm empfinden würden:

“More specific, he should perceive his own tendency to catastrophize about inevitable unfortunate situations – to tell himself: “Oh, my Lord! How terrible this situation is; I positively cannot stand it!” – and should question and challenge this catastrophizing, and change his internalized sentences to: “It's too bad that conditions are this frustrating. But they won't kill me; and I surely can stand living in this unfortunate but hardly catastrophic way.””

„Genauer: er sollte seine eigene Neigung, unausweichliche unglückliche Situationen zu katastrophisieren – sich selbst zu sagen: „Oh Gott! Wie schrecklich diese Situation ist; ich kann es entschieden nicht aushalten!“  –, erkennen und sollte dieses Katastrophisieren hinterfragen und bestreiten, und seine internalisierten Sätze ersetzen durch: „Es ist schlimm, dass die Bedingungen so entmutigend sind. Aber sie werden mich nicht umbringen; und ich kann gewiss in dieser Lage leben, die zwar unglücklich, aber kaum katastrophal ist.““